# Svaz evangelických církví v Republice československé
Svaz evangelických církví v Republice československé (v původním názvu Federace evangelických církví v Republice československé) bylo uskupení, které v sobě mělo po roce 1918 sdružovat evangelické církve v právě vzniklém Československu. Účastníci měli vzájemně koordinovat svůj postup a společně usilovat o jejich duchovní jednotu.

## Historie
Myšlenka na vznik svazu se prvně objevila na sjezdu československých evangelíků, který se konal roku 1923. Přípravou realizace nápadu byla následně pověřena Kostnická jednota, která pak v dalších letech se svazem úzce spolupracovala. Po čtyřech letech od úvodní myšlenky uskupení formálně 2. února 1927 na jednání v prostorách farního sboru Českobratrské církve evangelické na pražských Vinohradech vzniklo. Ačkoliv ke členství v něm byly vyzvány veškeré evangelické církve, jež se v tu dobu v Československu nacházely, ne všechny na pozvání zareagovaly kladně. Zájem nakonec neprojevily Církev československá husitská (CČSH), Slovenská reformovaná církev a Německá evangelická církev v Čechách, na Moravě a ve Slezsku. Původně zůstávala mimo rovněž Jednota českobratrská, ale roku 1936 se členem nakonec stala. Členy svazu tak od počátku byly Českobratrská církev evangelická (ČCE), evangelická církev augsburského vyznání na Slovensku, evangelická církev augsburského vyznání ve východním Slezsku, ochranovská Jednota bratrská, Bratrská jednota Chelčického (tj. baptisté) a Evangelická církev metodistická. Předsedou výboru delegáti zvolili tehdejšího synodního seniora Českobratrské církve evangelické Josefa Součka a jednatelem se stal Josef Lukl Hromádka.
Ač se původně měly členské církve snažit o vzájemné duchovní sjednocení, vykrystalizovala ve svazu nakonec činnost reprezentační vůči zahraničním organizacím sdružujícím protestantské církve. Pokud některá z těchto ekumenických organizací pořádala svou konferenci na území Československa, stal se Svaz evangelických církví v Republice československé v této činnosti jejím partnerem. Vedle toho svaz uspořádal od 5. do 7. července 1928 v Bratislavě sjezd československých evangelíků. Další se měl uskutečnit o deset let později (1938), avšak přesto, že se na jeho organizaci pracovalo, se již vlivem následků Mnichovské dohody neuskutečnil.
Činnost svazu ukončila druhá světová válka a po ní již jeho činnost obnovena nebyla. Na jeho působnost pak následně v roce 1955 navázala Ekumenická rada církví, která ale rozšířila portfolio svých členů, neboť se neomezuje pouze na protestantské církve.